# Where Is the Feeling
A Where Is the Feeling című dal az ausztrál énekes-dalszerző Kylie Minogue 1994. július 10-én megjelent kislemeze névadó Kylie Minogue című ötödik stúdióalbumáról. A dalt Wilf Smarties és Jayn Hanna írták, míg a produceri munkálatokat a Brothers in Rhythm látta el. A dal az album 3. és egyben utolsó kislemeze volt, melyet a Deconstruction és a Mushroom kiadó jelentettek meg, hét hónappal a második kislemez megjelenése után. A dalhoz új verziót vettek fel, amelyen Minogue beszélt énekhangja hallható. 
A "Where Is the Feeling" album verziója pozitív kritikákat kapott a zenekritikusoktól. Kereskedelmi szempontból a dal mérsékelt sikert aratott az Egyesült Királyságban, ahol a 16. helyezett volt, míg Ausztráliában a 31. helyet érte el. A dalhoz tartozó klippet Keir McFarlande rendezte, és egy Los Angeles-i iskola uszodájában forgatták. A klipben Minogue-t egy baljós alak üldözi a vízben. A dal felkerült később a KylieFever2002 turnéjának listájára, és három nagy válogatás albumán is hallható. 

## Előzmények és összetétel
Eredetileg a "Where Is the Feeling" című dalt a Within a Dream nevű csapat rögzítette 1993-ban. Minogue ötödik stúdióalbumán dolgozva megkérdezték, hogy van-e valakinek ötlete egy feldolgozás dalhoz. Dave Seaman, a brit Brothers in Rhythm duó tagja, és a dal producere úgy érezte, hogy ez "tökéletese illik" a lemezhez. Frankie Knuckles és David Morales munkái nagy hatással voltak a duóra, amikor elkészítették a számot, élő zongorát, gitárt, és ütőshangszereket adva a dalhoz, így "klasszikus kiterjesztett változat" lett a dalból. A "Where Is the Feeling" akusztikus változata annak idején egy akusztikus EP-hez is készült, de soha nem adták ki, azonban megjelent később az album kibővített kiadásában.
A "Where Is the Feeling" című dalt eredetileg az album második kislemezeként tervezték kiadni, de helyette a Put Yourself in My Place-t választották. A dal megjelenését 1995 áprilisában tervezték megjelentetni, de vártak vele, míg Minogue befejezte a Bio-Dome (1996) forgatását az Egyesült Államokban. A dal végül 1995. július 10-én jelent meg az Egyesült Királyságban, az album harmadik, és egyben utolsó kislemezeként a Deconstruction és a Mushroom kiadók gondozásában, hét hónappal a második kislemez megjelenése után. A maxi egy újra felvett változatot tartalmazott, amelyet a Brothers in Rhythm mixelt.
A "Where Is the Feeling" album verzióját Wilf Smarties és Jayn Hanna írta, a producer pedig a Brothers in Rhythm volt. A dalt Paul Wright és Niall Flynn rögzítette, és keverte a londoni Sarm West Stúdióban. Zeneileg a dalt egy handbag house dalként írják le, diszkó és acid jazz elemekkel. Quentin Harrison a Blogcritics munkatársa megjegyezte, hogy "klasszikus disco hangulata olyan brit fellépéseket visszhangzott, mint a The Brand New Heavies, a Jamiroquai vagy az Incognito zenekarok". A kislemez remix verzióját a kritikusok trip hop elemekkel rendelkező ambient dalként írták le, amiben Minogue beszélt a dalban, és a zenekar is szerepel benne. A Herald Express munkatársa Gareth George szerint a remixben Minogue lélegzetelállítóan suttogó szexi beszólásokat mond egy kellően kellemes ambient groove-on keresztül. Új szöveget is kapott a dal: "Detached and vulnerable / The world on my shoulders...If only I could laugh in the face of irony / Safe in the knowledge of our eternal love".

## Összetétel

### Kritikák
Mind az album, és mind a remix verziók pozitív kritikákat kaptak a zenekritikusoktól. Caroline Sullivan a The Guardian-tól azt írta, hogy a "legjobb pillanatok az olyan egyszerű hangbag-house opuszok, mint a "Falling" és a "Where Is the Feeling". Larry Flick a Billboard munkatársa az albumverziót "kavargó, diszkós hangulatú"-nak írta le, melyet buja környezeti textúrákkal, és csábító énekhanggal lett megáldva, melyet "igazán zseniális"-nak minősített. A Dotmusic heti brit listakommentárjában James Masterton a remixet egy meglepően kifinomult táncdalnak tekintette. Alan Jones a Music Week munkatársa kijelentette, hogy a kislemez változat olyan, mint ha az unokatestvére lenne Madonna Justify My Love című dalának, azonban a Minogue féle változat kevésbé volt reklámozott. Simon Williams az NME-től a dalt a hangbag-house stílus miatt "hancúrnak" tekintette, ami annyira banális, annyira zsibbasztóan semmi, hogy még maga Kylie is ijesztően unottnak tűnik benne. Az NME másik szerkesztője, Dale Fadele azt írta: "A Brothers in Rhythm modern, pop-táncos aláfestést nyújt, a gyönyörű vonósokkal, miközben Kylie lélegzetvisszafojtva súgja néhány távollévő szeretőjének, de akár meg is hallgathatja a The Nine O'Clock News-t, ha érzelmek felvillanására vágyik, és nem valami robotszerűre, és valamire, ami megerősítené abban, hogy életben van". A Record Collector szerint a dal párosítja Minogue jó érzésű listabarát popját diszkós technóval. A Birmingham Evening Mail munkatársai a remixet lelkesnek ítélték, és kijelentették, hogy tisztára illik Dina Carroll-hoz.
A Herald Express munkatársa, Gareth George úgy vélte, hogy a single verzió nem olyan rossz. A Classic Pop munkatársai úgy jellemezték az album változatot, mint a "happy house és a SAW csikorgó-tiszta, vidám popjának összeütközését", míg a remixelt változatot "elcsendesült, bíboros jamnek, amely semmihez sem hasonlítható, amit valaha kiadott". A Herald Sunnak írt Cameron Adams az eredeti változatot az album egyik legmélyebb "house-vágásának" nevezte, valamint érzéki eposznak nevezte, melyet teljesen újra rögzítettek az eredeti változatból. Guillermo Alonso, a Vanity Fair munkatársa szerint az album verziója túl poposnak, túl konvencionálisnak tűnik, mely túl sok abból amit maga mögött "hagyott", utalva korábbi rágógumi pop dalaira. A remix verzió az eredetihez képest "szinte regonizálhatatlannak" tűnik, valamint egy nagyon érdekes, és sötét house stílust trip hop hatásokkal vegyítve. Josh Martin az MTV Australia munkatársa a dalt "csendes mérföldkőnek nevezte, a személyes kifejezésmódban, a popénekes zenéjében". Az album kritikájában Sal Cinquemani, a Slant Magazintól megjegyezte, hogy a dal a "Where Has the Love Gone" és a "Falling" mellett körülbelül két perccel tovább fut".

### Kereskedelmi sikerek
Kereskedelmileg a dal mérsékelt siker volt Ausztráliában, Skóciában, és az Egyesült Királyságban. A dal szülőhazájában a 31. helyen debütált az ARIA listán, és összesen három hétig volt listás. Ez maradt Minogue legalacsonyabb és leggyengébb szóló kislemeze egészen addig, míg az In My Arms (2208) fel nem váltotta a státuszt, mikor a 35. helyen érte el a csúcsot, és két hétig maradt a slágerlistákon. A dal a skót kislemezlistán is a 15. helyen debütált. Az Egyesült Királyságban a dal a 16. helyen debütált a brit kislemezlistán, és három hétig volt helyezett. Annak ellenére, hogy bejutott a legjobb 20 közé, a kislemez mindössze három hetet töltött a legjobb 75 között. A páneurópai Hot 100 single toplistán az 1995. július 29-i dátummal a 41. helyen érte el a csúcsot. 

## Promóció
A dalhoz tartozó videoklipet Keir McFarlane rendezte, aki korábban a Put Yourself in My Place klipjét is rendezte. A dalt egy Los Angeles-i iskolai uszodában forgatták. A dal újra felvett változatát az ITV The Chart Show című műsorában mutatták be 1995. július 6-án. Minogue vörös hajjal látható, amit kifejezetten a Bio-Dome-ban játszott szerepe miatt festettek be. A videó később felkerült Minogue "The Kylie Tapes: 94-98" (1998) című videós válogatására is, valamint az "Aritst Collection" (2004) című válogatáson először elérhetővé vált egy kibővített változat, amely visszaszámlálós bevezetőt is tartalmaz.
A dal további népszerűsítése céljából Minogue előadta a dalt a Channel 4 Don't Forget Your Toothbrush című műsorában, és szerepelt a KylieFever2002 turné szettlistáján is. A dal Minogue három válogatás slágeralbumán is szerepelt, többek között a Hits+ (2000), Greatest Hits 87–99 (2003), és Confide in Me: The Irresistible Kylie (2007) albumokon. A dal Felux Da Housecat Klubb Feelin Mix remixe a 2010-ben megjelent 12" Masters – Essential Mixes című remixalbumon szerepelt.

## Számlista és formátumok
| - Ausztrál, UK, and Európai CD single 1. "Where Is the Feeling?" (BIR Dolphin Mix) – 4:14 2. "Where Is the Feeling?" (BIR Soundtrack) – 13:30 3. "Where Is the Feeling?" (Da Klubb Feelin Mix) – 10:50 4. "Where Is the Feeling?" (Morales Mix) – 6:15 5. "Where Is the Feeling?" (BIR Bish Bosh Mix) – 4:49 - UK 12-inch bakelit A. "Where Is the Feeling?" (BIR Soundtrack) – 13:07 B. "Where Is the Feeling?" (Da Klubb Feelin Mix) – 10:48 | - UK kazetta single 1. "Where Is the Feeling?" (BIR Dolphin Mix) – 4:12 2. "Where Is the Feeling?" (BIR Bish Bosh Mix) – 4:46 - Japán mini-CD single 1. "Where Is the Feeling?" – 7:01 2. "Confide in Me" (Master Mix) – 5:52 |

## Hivatalos remixek
1. Where Is the Feeling? (Acoustic Version) 4:51
2. Where Is the Feeling? (Album Version) 6:59
3. Where is the Feeling? (Aphroheadz Powerlite Mix) 6:24
4. Where Is the Feeling? (BIR Bish Bosh Mix Edit) 4:06
5. Where is the Feeling? (Japanese Radio Edit) 4:57
6. Where Is the Feeling? (Morales Mix) 9:55
7. Where is the Feeling? (Thee Rad Vid Clash Mix) 7:08
8. Where is the Feeling? (West End TKO Mix) 8:09[18]

## Slágerlista
| Slágerlista (1995)                    | Legjobb helyezések |
| ------------------------------------- | ------------------ |
| Ausztrália (ARIA)                     | 31                 |
| Europe (Eurochart Hot 100)            | 41                 |
| Skócia (Scottish Singles Top 40)      | 15                 |
| Egyesült Királyság (UK Singles Chart) | 16                 |